# 탈리스 PBKA
탈리스 PBKA는 탈리스 서비스에 사용되는 파리(Paris), 브뤼셀(Bruxelles/Brussel), 쾰른(Köln), 암스테르담(Amsterdam)을 운행할 수 있는 고속열차이다. PBKA는 이 네 도시 이름의 머리글자에서 따왔다. 총 4종류의 전기 방식을 지원하며, 4개 국가의 신호 시스템을 모두 지원한다.

## 개요
- 네덜란드: ATB
- 벨기에 기존선: TBL
- 프랑스 기존선: KVB
- 프랑스/벨기에 고속선: TVM
- 독일: Indusi/LZB

탈리스 PBA와는 달리 같은 형태의 열차가 탈리스 외에는 사용되지 않는다. 동력차는 TGV 듀플렉스용 동력차와 비슷하며, 듀플렉스의 2층 객차는 사용하지 않는다. 교류 25kV 하에서는 편성 출력이 8800 kW이며, 이 때만 최고 속도를 낼 수 있다. 직류나 교류 15kV 하에서는 출력이 감소하여 시속 320km를 낼 수 없다. 중량 대비 출력 비율로 따지면 독일에서 교류 15kV로 시속 250km를 낼 수 있지만, 여러 사정으로 인하여 독일에서는 시속 200km로 운행한다.

## 편성
4개 국가에서 총 17편성을 가지고 있다. 벨기에 국철에서 9편성, SNCF에서 6편성, NS에서 2편성이다. DB에서는 벨기에 2편성 구입을 지원하였다.
| 차호      | 총 편성 | 제작 연도       | 운영사 | 세부 차호   | 비고             |
| --------- | ------- | --------------- | ------ | ----------- | ---------------- |
| 43000호대 | 17      | 1995년 ~ 1998년 | 탈리스 | 4301 ~ 4307 | 벨기에 국철 소유 |
| 43000호대 | 17      | 1995년 ~ 1998년 | 탈리스 | 4321 ~ 4322 | 독일철도 소유    |
| 43000호대 | 17      | 1995년 ~ 1998년 | 탈리스 | 4331 ~ 4332 | NS 소유          |
| 43000호대 | 17      | 1995년 ~ 1998년 | 탈리스 | 4341 ~ 4346 | SNCF 소유        |

## 사진

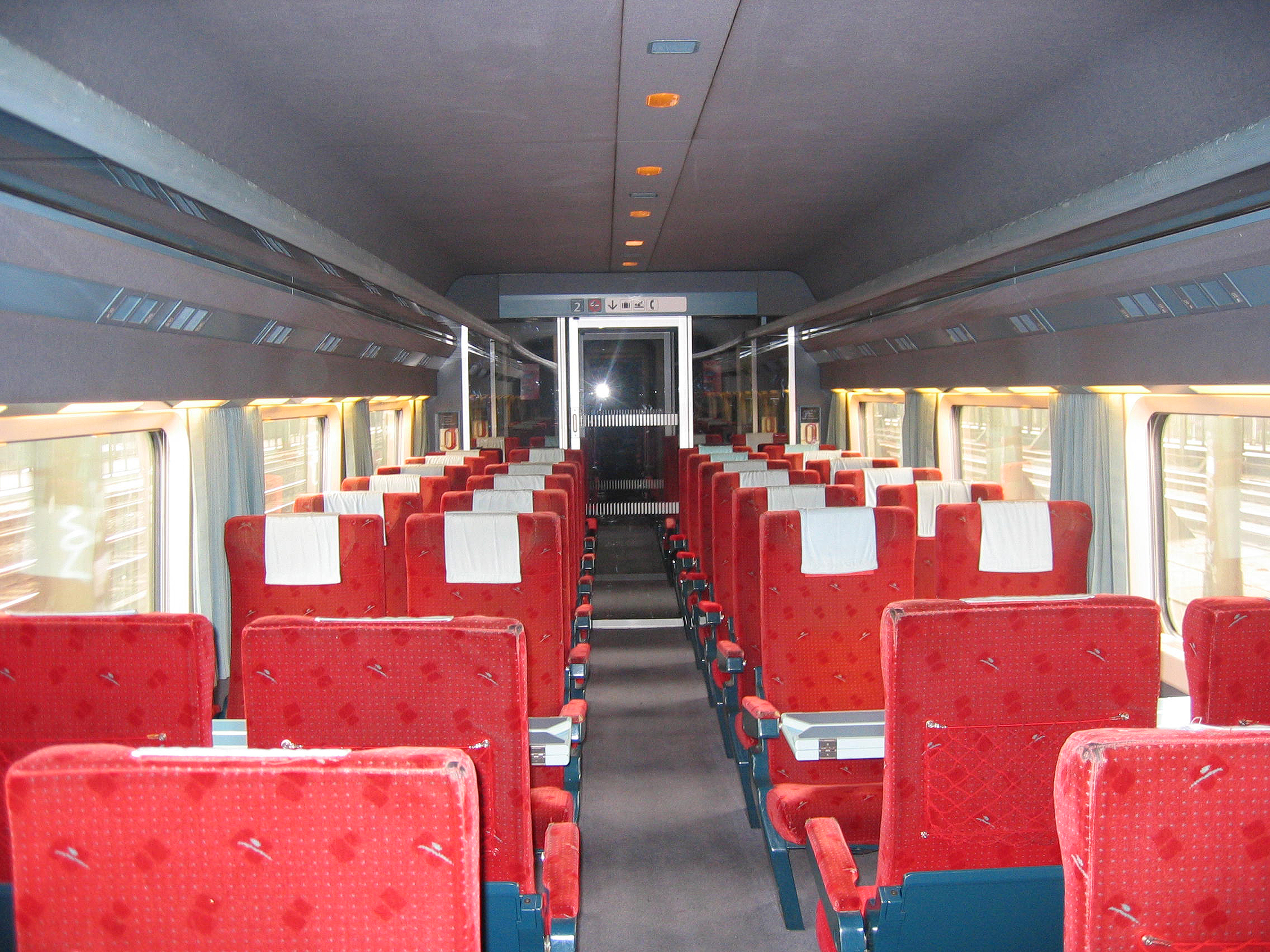
2등석 내장
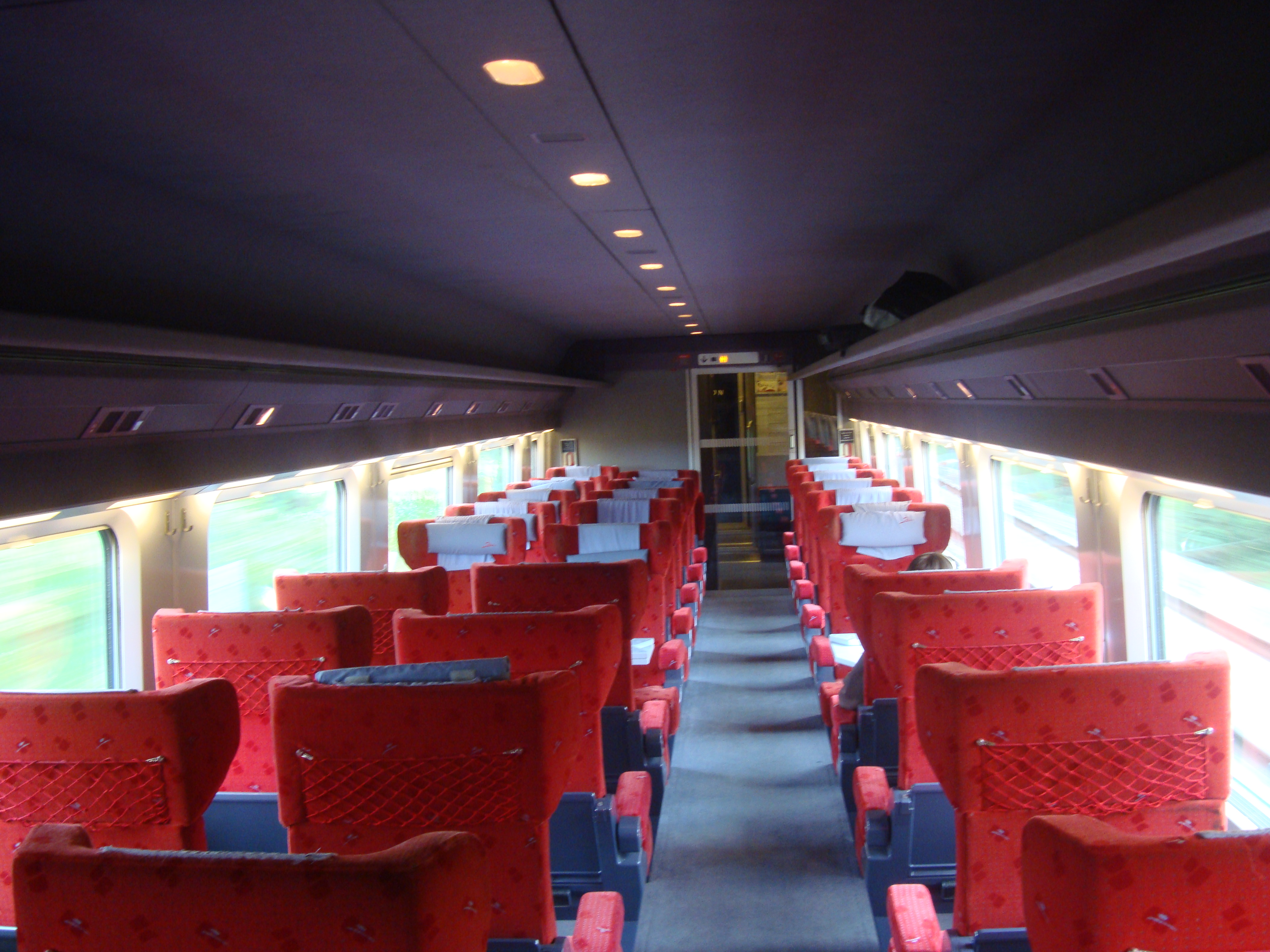
1등석 내장
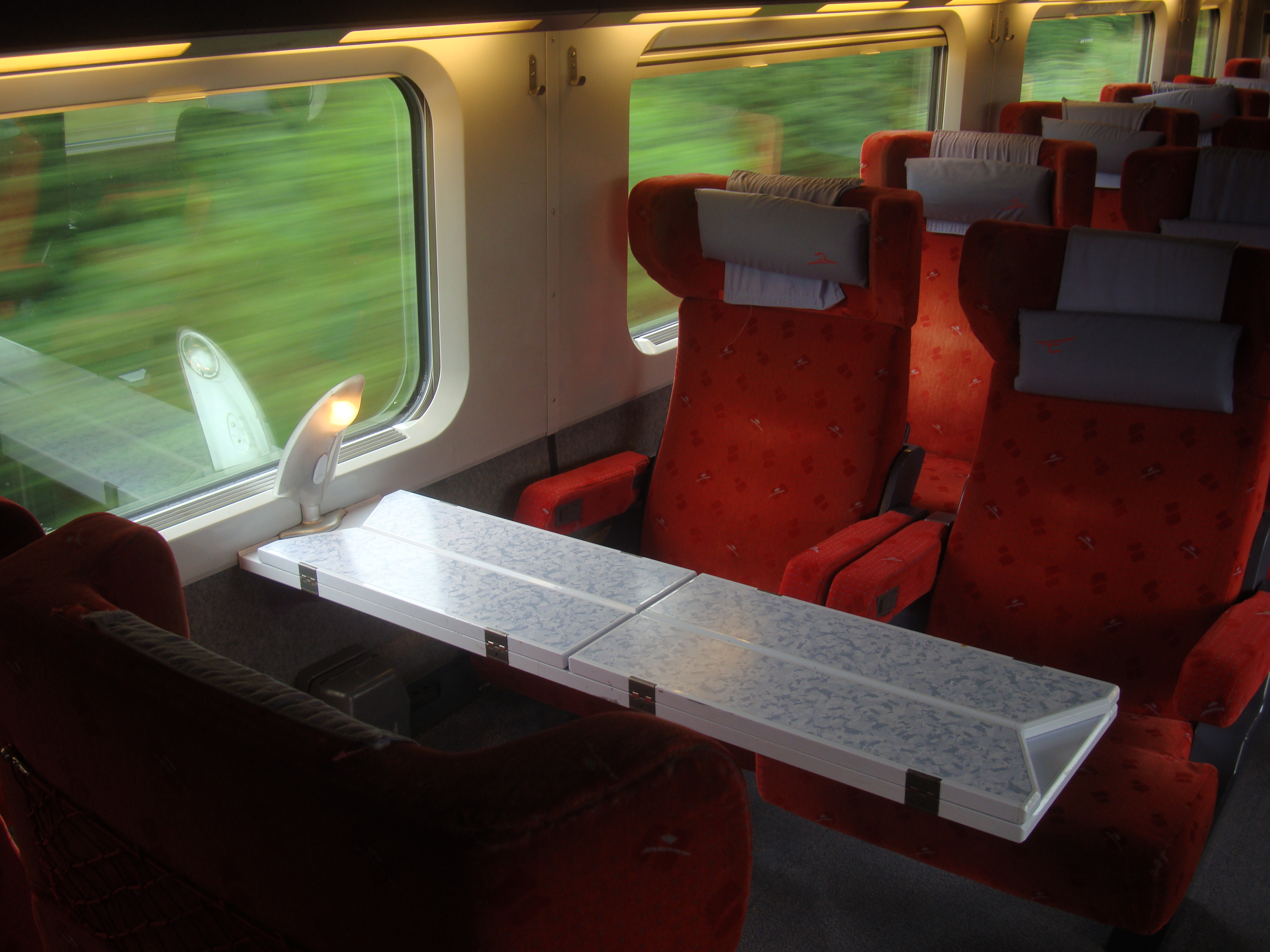
1등석에서 바라본 풍경

## 등장 작품
EBS 와 '서울 특별시'가 공동 제작한 애니메이션 '티티뽀 티티뽀 "는이 차량을 모델로 한'지니 '라는 캐릭터가 등장한다.